# Подлипное (Сумская область)
Подлипное (укр. Підлипне) — село, Подлипненский сельский совет, Конотопский городской совет, Сумская область, Украина.
Код КОАТУУ — 5910490501. Население по переписи 2001 года составляло 4015 человек.
Является административным центром Подлипненского сельского совета, в который, кроме того, входят сёла
Калиновка и Лобковка.

## Географическое положение
Село Подлипное находится на берегу реки Липка, выше по течению на расстоянии в 4 км расположено село Кохановка (Конотопский район),
ниже по течению примыкает город Конотоп.
Рядом проходят автомобильные дороги Р-60 и Р-61.

## История
- Село основано в 1635 году, одновременно с городом Конотоп[2].

## Экономика
- Молочно-товарная и овце-товарная фермы.
- ЗАО «Райагроснаб».
- ООО «Агротехсервис».

## Объекты социальной сферы
- Школа.
- Дом культуры.
- Фельдшерско-акушерский пункт.

## Известные люди
- Тхор Григорий Илларионович (1903—1943) — Герой Советского Союза, родился в селе Подлипное. В Конотопе есть улица Тхора.
- Фостенко, Николай Семёнович (1925—2015) — участник Великой Отечественной войны, полный кавалер ордена Славы.